# 치겔브뤼케

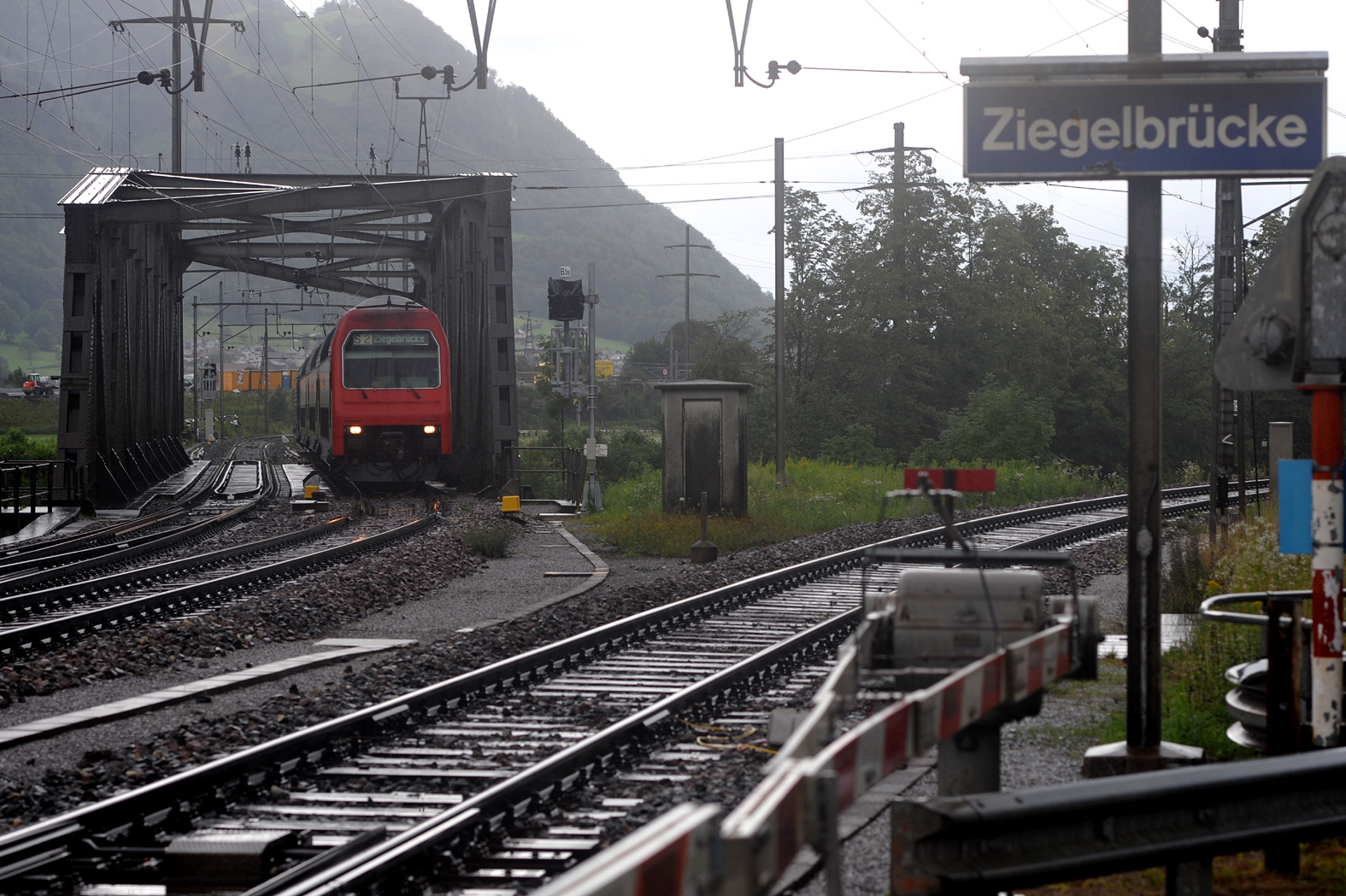
린트강을 가로 지르는 취리히 S-반 S2

치겔브뤼케(독일어: Ziegelbrücke)는 스위스의 한 마을이다. 치겔브뤼케는 글라루스주의 니더루넨 지자체와 장크트갈렌주의 쉐니스 지자체가 공유한다.

## 지리
치겔브뤼케 마을은 린트강에 의해 두 부분으로 나뉜다. 치겔브뤼케역을 포함한 북부 지역은 장크트갈렌주의 쉐니스 지자체에 시정촌에 있다. 린트강의 반대편에 있는 남쪽 부분은 글라루스주의 글라루스 노르트 시에 있다.

## 역사
발렌 호수와 취리히 호수 사이의 마크강과 린트강 근처에 있던 옛 로마 관세역에서 머큐리(신화) 조각상이 발견되었다. 마을의 중심은 1833년에 설립된 방적과 직조 공장인 프리츠 & 카스파 제니 AG 주변의 글라루스주의 영토에 위치하고 있으며, 이는 스위스 유산 목록의 일부이다. 글라루스의 직업학교도 치겔브뤼케의 글라루스 부분에 위치하고 있다. 장크트갈렌주의 측면에 치겔브뤼케역이 있다. 약 70명의 사람들이 그곳에 거주하며 일하고 있다.

## 교통
치겔브뤼케역은 취리히와 쿠어를 잇는 스위스 연방 철도 노선의 종점이다. 역은 또한 에프레티콘까지 가는 S2 노선의 취리히 S-반과 쉐니스와 라퍼스빌로 가는 지역 노선의 종점이기도 하다. 또한, 포스트아우토 및 지역 아우토베트리브 베젠-암덴 버스 노선은 발크리스 제-가스터의 지역 사회와 빌텐 및 니더루넨 지자체를 연결한다.